# ZiS-150

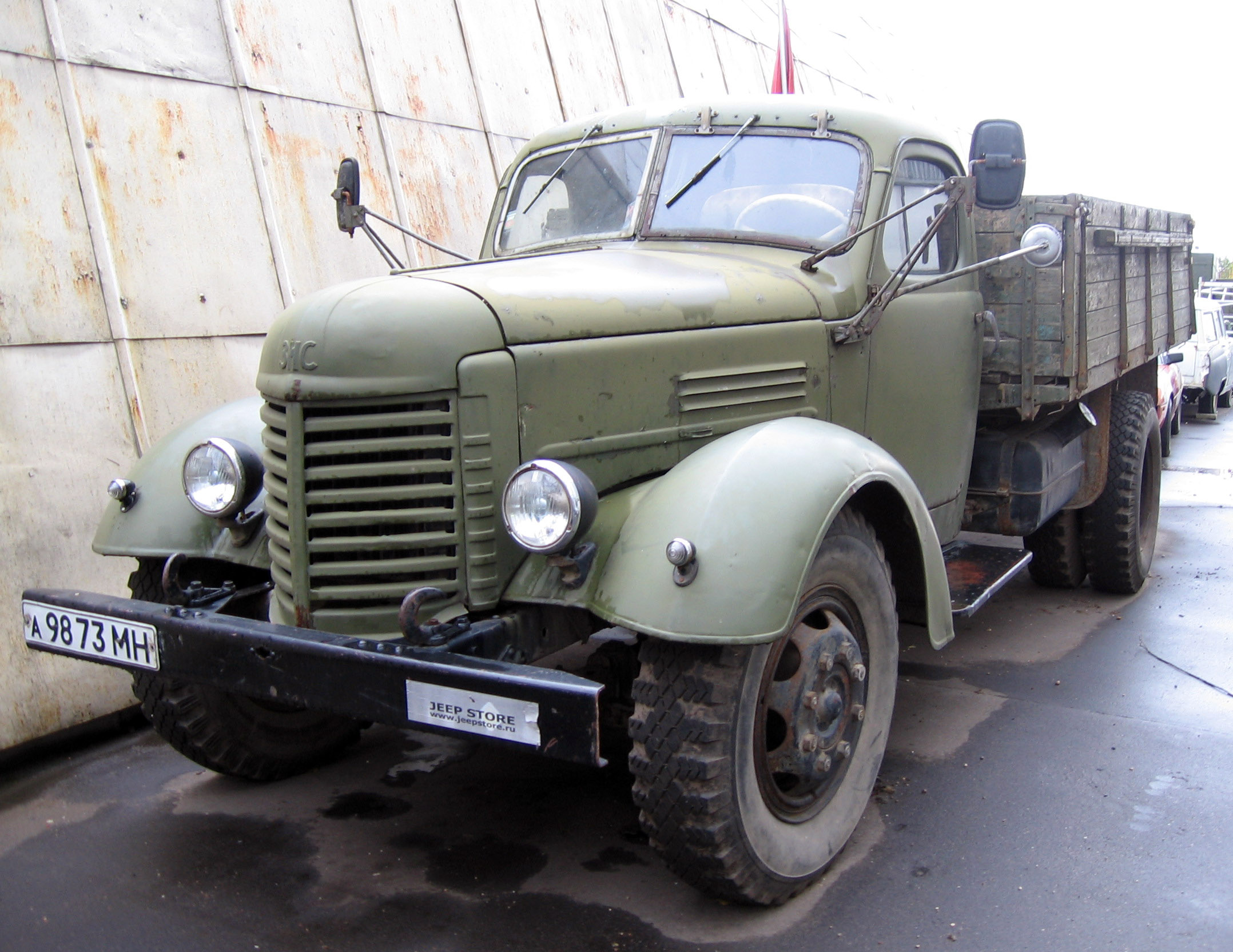
ZiS-150

ZiS-150（ロシア語: ЗИС-150）は、ソビエト連邦のトラックで、ZiS（Automotive Factory No. 2 Zavod imeni Stalina）が製造を行った。1947年にZIS-5の組立ラインを置き換える形で誕生した。ZiS-150はGAZ-51と並び、生産台数の多さから1950年代のソビエトを代表するトラックと言える。
技術やデザインにおいては、先行したアメリカ製トラックの影響を強く受けていた。ZiS-150のキャビンは、International Harvester KR11のものに似ている。ZiS-150のトラック・トレーラーバージョンであるZiS-120Nは、1956-1957年に販売された。1957年にベースモデルであるZiS-150は、後継車種のZIL-164へと置き換えられた。ZIL-164のZiS-150からの相違点は、フロントグリルのデザインとバンパー程度であった。エンジン出力は、当時のソ連において現実に入手できるガソリンのオクタン価の低さと、経済性の面で強力エンジン搭載が躊躇されていた経緯から、相対的にアンダーパワーであった。
ZiS-150は、1954-1969年にかけてルーマニアのブラショヴにおいても生産され「Steagul Rosu（赤旗）SR-101」と命名されたほか、中国では第一汽車が「CA-10」として「解放」のペットネームで1956-1986年の長期にわたり生産した（このモデルは中国における初の量産型国産自動車となった）。また、少なくとも1台の試作型が、北朝鮮において「Chollima」の名前で生産されている。
生産年：1947-1957年
総生産台数：774,615台

## 主要諸元
- 4x2, 4,000kg, トラック
- エンジン：ガソリンエンジン 90hp/2,400rpm,水冷 サイドバルブ直列6気筒, 5,555cc
- 全長：6,720mm, 全幅：2,385mm, 全高：2,180mm
- ホイールベース：4,000mm, 後軸車高：260mm
- 前軸幅：1,700mm
- 後軸幅：1,740mm
- 前輪最小旋回半径：8.0m
- 圧縮比：6.0
- クラッチ：乾式二枚
- ギアボックス：5段
- 乾燥重量：3,900kg
- 最高速度（舗装路・高速道路）：65km/h
- タイヤサイズ：9.00x20インチ
- 燃料タンク容量：150リットル
- 燃費：29L/100km

## 派生型
ZiS-150
基本型。1947-1957年製造。
ZiS-120N
トラクター・トレーラーバージョン。1956-1957年製造。
ZiS-151
3軸の6x6バージョン。1948-1958年製造。
ZIS-MMZ-585
ダンプカー。1950-1955年製造。
ZIL-164
ZiS-150の後継車種。1957-1964年製造。